# Guardia di Frontiera (Federazione Russa)
La Guardia di frontiera dell'FSB russa (in russo Пограничная служба ФСБ России?, Pograničnaja služba FSB Rossii) è una componente dell'Federal'naja služba bezopasnosti (noto con la sigla FSB) incaricata del pattugliamento dei confini della Federazione Russa.
Alla Guardia di frontiera sono state accorpate anche le unità incaricate del pattugliamento della frontiera marittima, inquadrate nella Guardia costiera russa (in russo Береговая охрана Пограничной службы ФСБ России?, Beregovaja ochrana Pograničnoj služby FSB Rossii, "Guardia costiera della Guardia di frontiera dell'FSB russa").
Il corrispondente italiano della Guardia di frontiera russa (ma solo per quanto attiene al servizio di polizia economico/finanziaria) è la Guardia di Finanza.

## Storia
La Guardia di frontiera è stata creata dall'Impero russo nel XVIII secolo, tuttavia le sue origini possono esser fatte risalire al XVI secolo con l'edificazione di grandi opere di fortificazioni da parte del principe Mikhail Vorotynsky per arginare le incursioni dei Tartari. Nel 1782 Caterina II istituì delle guardie doganali composte inizialmente da cosacchi e cavalieri di basso rango. Il generale Michael Andreas Barclay de Tolly organizzò nel 1810 un gran numero di posti di frontiera impiegando ben undici reggimenti dispiegati lungo il confine occidentale russo.
Nel volgere di due anni la Guardia ottenne il suo battesimo del fuoco contro le truppe napoleoniche impegnate nella invasione della Russia.
Nel 1832 i cosacchi vennero sostituiti in tempo di pace da funzionari civili posti sotto il ministero delle finanze, mentre in tempo di guerra tale corpo passava sotto il controllo dell'Esercito imperiale. Lo stesso anno venne istituita la guardia costiera per pattugliare il Mar Nero e le coste del Mare di Azov.
Nel 1893 il conte Sergej Jul'evič Vitte, Ministro delle finanze del governo di Alessandro III, riformò il servizio in un Corpo paramilitare separato delle Guardie di Frontiera e un corpo di funzionari civili comandato da un generale dell'esercito.
Nel 1906 la consistenza organica del corpo separato delle guardie di frontiera impiegato nella difesa degli immensi confini imperiali ammontava a quarantamila uomini tra ufficiali e soldati.

### Periodo sovietico
Le Truppe di frontiera sovietiche (in russo Пограничные войска?, Pograničnye vojska), sono state le guardie di frontiera militari dell'Unione Sovietica dipendenti dalle polizie segrete sovietiche a partire dalla Čeka, fino al KGB. Al contrario di molte altre guardie di frontiera erano caratterizzate da una fortissima centralizzazione, compresi i reparti della guardia di frontiera marittima.

### Oggi
Con il crollo dell'Unione Sovietica il 12 giugno 1992 venne creato, con lo status di ministero separato, il Servizio federale di frontiera della Federazione Russa, che ha mantenuto vive alcune tradizioni del Corpo precedente come la foggia verde delle divise e la festa delle guardie di frontiera. Il primo Ministro del Servizio federale di frontiera è Stato il giovane generale, futuro deputato della Duma Andrej Nikolaev.

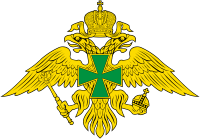
Stemma delle truppe di frontiera del Servizio federale di frontiera della Federazione Russa nel 1997-2003

Le guardie di frontiera russe sono state impiegate anche al di fuori dei confini russi, principalmente nel Tagikistan per compiti di pattugliamento del confine afghano fino all'estate del 2005 dove sono stati coinvolti in numerosi scontri con trafficanti di droga ed estremisti islamici. Le guardie di frontiera russe continuano ancora oggi a presidiare il confine armeno con la Turchia e l'Iran.

Bandiera delle truppe di frontiera del Servizio federale di frontiera della Federazione Russa nel 1999-2003

Il 1º luglio 2003 il Presidente russo Vladimir Putin ha integrato tale servizio all'FSB.
L'attuale comandante della Guardia di frontiera russa è il generale d'armata Vladimir Proničev, proveniente dall'Esercito.
La Guardia di frontiera russa è attualmente impegnata nel presidio della frontiera più lunga del mondo.
Nell'aprile 2012 Vladimir Proničev ha annunciato che il paese stava progettando di costruire 20 posti di frontiera nella regione artica. Le ragioni di questo sviluppo possono essere trovate nella maggiore capacità di esplorare i giacimenti di idrocarburi nel nord. Conferirà inoltre alla Russia la capacità di pattugliare e servire la rotta del Mare del Nord.
Nel luglio 2014 l'Ucraina ha avviato un procedimento penale contro il capo del Servizio di frontiera dell'FSB russa Vladimir Kulišov; fu accusato di aver finanziato "gruppi militari illegali" nell'Ucraina orientale che combattono contro l'esercito ucraino.

## Missione

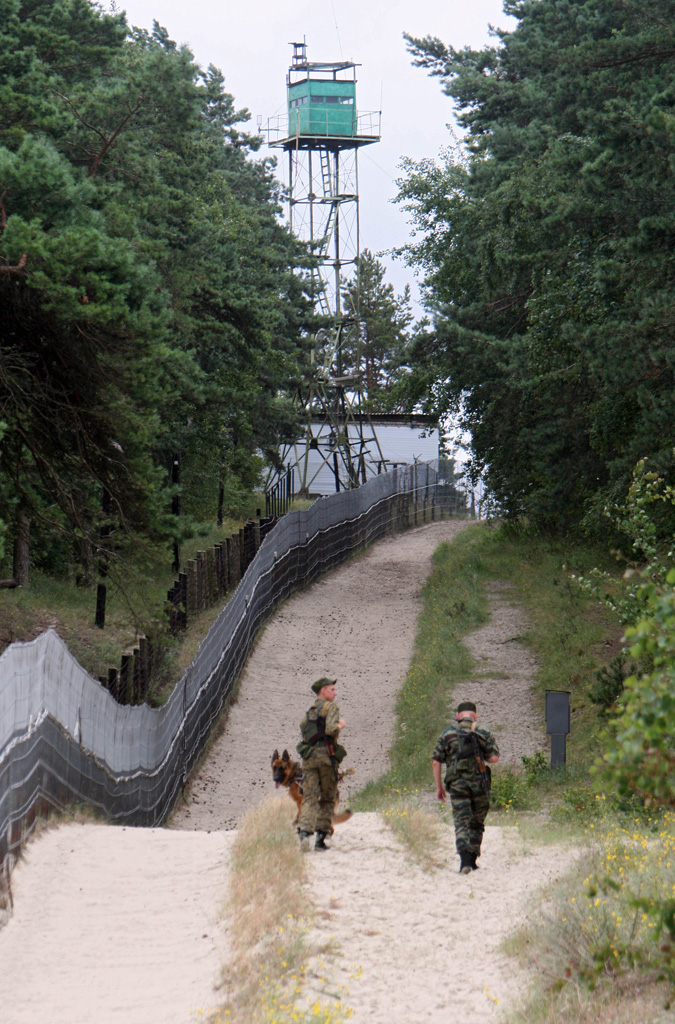
Guardie di frontiera russe che pattugliano il confine tra la Polonia e la Russia nell'oblast' di Kaliningrad nel 2011

Le funzioni della Guardia di frontiera russa sono:
- La difesa dei confini russi, la prevenzione dell'attraversamento delle frontiere terrestri e marittime in modo illegale da parte di persone e merci;
- Tutelare gli interessi economici della Federazione Russa, le sue risorse naturali, le acque territoriali e i mari interni, compresa la prevenzione del bracconaggio e della pesca illegale.
- Difendere da eventuali minacce alla sicurezza nazionale nella zona di frontiera, compreso il terrorismo e lo spionaggio

## Organizzazione

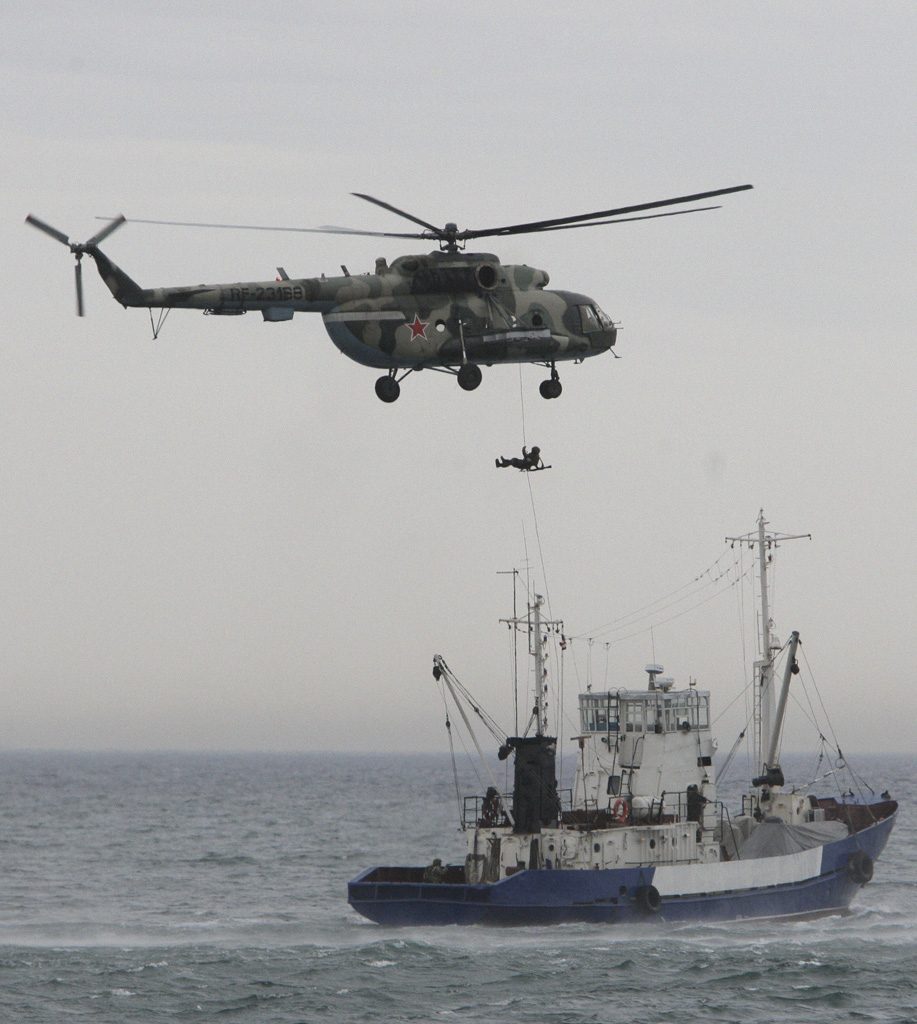
Guardie di frontiera russe che scendono da un elicottero Mi-8 dell'aviazione dell'FSB russa nel corso dell'esercitazione Black Sea Hawk 2010 durante il Black Sea Littoral States Border/Coast Guard Agencies Cooperation Forum (BSCF)

### Comando
- Capo della Guardia di frontiera – Generale d'armata Vladimir Kulišov (Vice Direttore dell'FSB)
- Primo Vice Capo della Guardia di frontiera – Ten. Gen. Vladimir Rožkov
- Primo Vice Capo della Guardia di frontiera – Capo del Dipartimento Organizzativo – Col. Gen. Mansur Valiev
- Sostituto del Capo della Guardia di frontiera – Capo dei Rapporti Internazionali – Ten. Gen. Aleksandr Manilov
- Vice Capo della Guardia di frontiera – Ten. Gen. Viktor Trufanov
- Vice Capo della Guardia di frontiera – Magg. Gen. Aleksandr Mizon
- Vice Capo della Guardia di frontiera – Magg. Gen. Nikolaj Rybalkin
- Vice Capo della Guardia di frontiera – Ten. Gen. Gennadij Simuchin

### Struttura
Il servizio è organizzato attraverso un sistema particolarmente centralizzato che si divide nelle seguenti branche:
- controllo alla frontiera
- spionaggio estero
- controspionaggio
- formazione e specializzazione

### Ordine di battaglia
La Guardia di frontiera è strutturata in uffici regionali di frontiera presso i distretti federali e da 30 uffici di confine cui è sottoposta anche la componente navale.

#### Distretti regionali di confine
- Direzione regionale di frontiera del Distretto Federale Centrale
- Amministrazione regionale di frontiera del Distretto Federale Meridionale
- Direzione regionale di frontiera del Distretto Federale degli Urali
- Direzione regionale di frontiera del Distretto Federale del Volga
- Direzione regionale di frontiera del Distretto Federale Siberiano
- Amministrazione regionale delle frontiere del Nord-Ovest
- Amministrazione regionale delle frontiere dell'Artico
- Direzione regionale di frontiera del Distretto Federale del lontano oriente.
- Direzione regionale del confine per il distretto federale del Caucaso settentrionale

#### Istituti di formazione
- Accademia della Guardia di frontiera russa
- Istituto di medicina militare, presso l'Accademia di sanità di Nizhny Novgorod
- Istituto militare della Guardia di frontiera di Golitsynsky
- Istituto militare della Guardia di frontiera di Kaliningrad
- Istituto militare della Guardia di frontiera di Kurgan
- Istituto militare della Guardia di frontiera di Mosca
- Istituto militare della Guardia di frontiera di Khabarovsk
- Istituto della Guardia costiera dell'FSB russa
- Corpo dei cadetti della Guardia di frontiera

## Operazioni all'estero

### Armenia
La base per il dispiegamento delle guardie di frontiera russe in Armenia è un accordo interstatale concluso il 30 settembre 1992. Il Dipartimento di frontiera dell'FSB russa in Armenia comprende quattro distaccamenti di frontiera: uno a Gyumri, Armavir, Artashat e Meghri, nonché un posto di blocco separato presso l'aeroporto internazionale di Zvartnots. Il mantenimento di circa 4,5mila guardie di frontiera russe in Armenia è finanziato dai bilanci di entrambi gli stati. Le guardie di frontiera russe sorvegliano i confini dell'Armenia con la Turchia e l'Iran.

### Tajikistan
Dal 1992 al 2005 c'è stato un gruppo di truppe di frontiera della Russia nella Repubblica del Tagikistan.

### Abkhazia
In Abkhazia, la base delle navi di pattuglia della Guardia costiera della Guardia di frontiera dell'FSB russa si trova nella località balneare di Ochamchire. L'obiettivo è assistere la Marina abkhaza nel garantire la sicurezza dei suoi confini marittimi.

## Mezzi

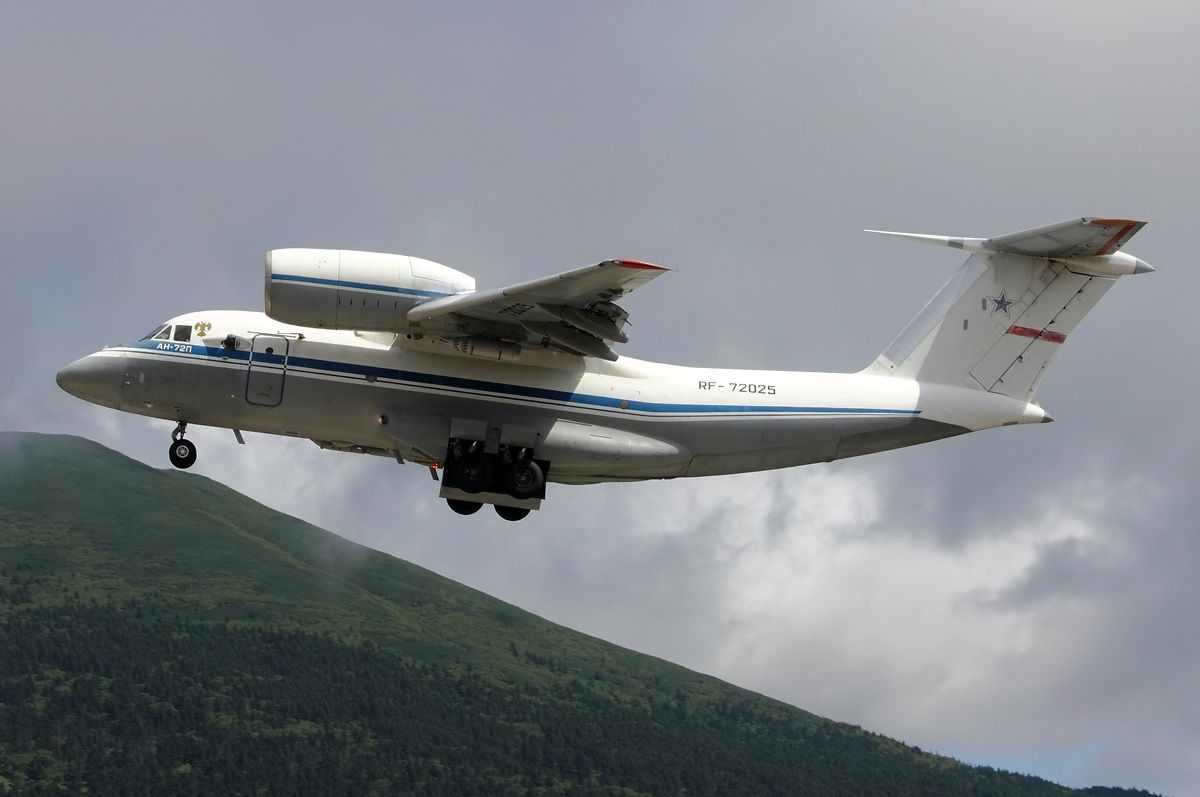
Antonov An-72P dell'aviazione dell'FSB russa sull'isola di Kunašir nel 2013

### Aerei
I mezzi aerei utilizzati dal servizio sono:
- Antonov An-26
- Antonov An-72
- Ilyushin Il-76
- Technoavia SM92 Finista

### Elicotteri
- Kamov Ka-27
- Kamov Ka-226
- Mil Mi-8

### Navi
La Guardia costiera della Guardia di frontiera, parte integrante dell'FSB, svolge ruolo di guardia costiera disponendo anche di una notevole capacità di combattimento. Le sue navi in dotazione sono:
- fregate: 6 classe Nerej
- corvette: 12 classe Grisha II
- pattugliatori di frontiera: 27 – varie classi
- pattugliatori di frontiera rompighiaccio: 6 classe Ivan Susanin
- motovedette di frontiera: 66
- imbarcazioni fluviali: 22